# George Back
George Back (Stockport, 6 novembre 1796 – Londra, 23 giugno 1878) è stato un ammiraglio, esploratore, naturalista ed artista britannico.

## Carriera

### Carriera militare
Back nacque a Stockport. Da ragazzo si imbarcò come volontario sulla fregata HMS Arethusa nel 1808 prendendo parte alla distruzione delle batterie posizionate sulla costa spagnola. L'anno seguente fu coinvolto nei combattimenti del golfo di Biscaglia, finché non fu catturato dai francesi. Back rimase prigioniero fino alla firma della pace nel 1814, ed in questo periodo coltivò le proprie abilità di artista che in seguito utilizzò per rappresentare i propri viaggi in Artide.
Dopo il rilascio, Back prestò servizio sulla HMS Akbar e sulla HMS Bulwark come mozzo prima di offrirsi volontario per aiutare John Franklin nella sua prima spedizione in Artide nel 1818. Back partecipò anche alle due spedizioni via terra di Franklin nella costa settentrionale dell'America del Nord, prima nella spedizione del Coppermine del 1819-1822 (quando Back fu responsabile delle ricognizioni e delle mappature) e poi in una spedizione simile sul fiume Mackenzie nel 1824-1826, nella quale fu promosso prima a tenente, poi a comandante nel 1825. Non avendo ottenuto il comando di una nave, Back rimase inutilizzato a mezza paga dal 1827 al 1833.

### Spedizione del fiume Back
Nel 1832 non si sapeva ancora nulla dell'esploratore dell'Artide John Ross scomparso nel 1829, e furono organizzate spedizioni di ricerca. Back si propose per percorrere le vie del commercio delle pelli fino al Grande Lago degli Schiavi e di seguire il corso del Great Fish a nordest fino alla probabile posizione di Ross. Nessun bianco aveva mai visto questo fiume, ma si conosceva grazie ai racconti indiani (fu poi chiamato fiume Back). Partì dall'Inghilterra nel febbraio 1833, raggiungendo il Grande Lago degli Schiavi ad agosto dove George McLeod della Compagnia della Baia di Hudson aveva stabilito i quartieri invernali a Fort Reliance sulla riva orientale del lago. Trovò il fiume il 29 agosto e tornò al forte per passarvi l'inverno. Nel marzo 1834 ricevette un pacco di lettere nelle quali gli si diceva che Ross era tornato in Inghilterra e gli si chiedeva di esplorare la costa dall'isola di Re Guglielmo scoperta da Ross a Point Turnagain di Franklin. Si trattava di una della più grande regione sconosciuta. Partì il 7 giugno 1834, oltrepassò il lago Artillery e il Clinton-Colden prima di raggiungere il fiume il 28 giugno. Si diresse ad est discendendo il fiume nelle terre aride con 83 rapide e solo una barca. Il 23 luglio raggiunse l'acqua salata a Chantry Inlet. Esplorò l'insenatura, trovò l'isola di Re Guglielmo a nord e, in modo non eroico ma saggio, decise di fare ritorno. Raggiunse Fort Reliance il 27 settembre 1834 e l'Inghilterra l'8 settembre 1835. Il naturalista della spedizione era Richard King, il quale stese rapporti su meteorologia e botanica a partire dal racconto fatto da Back della spedizione.

### Spedizione dello stretto Frozen del 1836-1837
Nel 1836 Back fu promosso capitano dall'Order in Council, un onore raro. Stavolta l'obiettivo era l'estremità settentrionale della baia di Hudson a Repulse Bay o a Wager Inlet. Da qui avrebbe trasportato le barche via terra fino al mare ed avrebbe navigato la costa sconosciuta ad ovest fino al fiume Back ed a Point Turnagain di Franklin. Erano i due punti conosciuti più ad est sulla costa settentrionale ad ovest della baia di Hudson. L'area tra di loro e tra il fiume Back e la baia di Hudson era sconosciuta. Infatti, 90 km a nordovest di Repulse Bay si trova il cul-de-sac del golfo di Boothia. Per raggiungere il fiume Back avrebbe dovuto trascinare a terra le navi per 380 km verso ovest-nordovest. Gli fu assegnato il comando della bombarda convertita HMS Terror con un equipaggio di 60 uomini e provviste per 18 mesi. Partì nel giugno 1836, in stagione avanzata, ed a causa dei venti contrari dovette essere trainata da una steamship fino alle isole Orcadi. Raggiunse lo stretto di Hudson il 1º agosto ed alla fine di agosto la Terror fu attaccata dai ghiacci ad est dello stretto Frozen. Rimase bloccata dal ghiaccio per 10 mesi: ad un certo punto la Terror fu spinta per 13 metri su un'altura a causa della pressione del ghiaccio. Per molte volte ci si preparò ad abbandonare la nave. Lo scorbuto giunse nel gennaio uccidendo tre uomini. Nella primavera del 1837 uno scontro con un iceberg danneggiò ulteriormente la nave. A volte la pressione del ghiaccio fu talmente alta da far uscire la resina dalle tavole. La nave andò alla deriva col ghiaccio verso sud lungo l'isola di Southampton e poi ad est verso lo stretto di Hudson. Fu solo a luglio che il ghiaccio si ritirò abbastanza da permettere alla HMS Terror di dirigersi a casa. Poco dopo una grande massa di ghiaccio si staccò dalla nave, tanto che il ghiaccio rimasto la fece pendere su un fianco finché non fu staccato a forza. La nave era a rischio affondamento quando fu fatta arenare sulla costa irlandese a Lough Swilly. "Non c'era nessuno a bordo che non si stupì per aver galleggiato attraverso tutto l'Atlantico" Nonostante molti esploratori dell'Artide avessero permesso alle proprie navi di venire bloccate nei porti durante l'inverno, questo sembra essere stato l'unico caso di una nave bloccata al largo dal ghiaccio. La sua sopravvivenza fu una dimostrazione della forza delle bombarde in servizio in Artide.

### Congedo dalla Royal Navy
La pessima salute obbligò Back a ritirarsi dal servizio attivo. Divenne Knight Bachelor il 18 marzo 1839, e mantenne vivo l'interesse per le spedizioni artiche per il resto della sua vita. Nel 1859 fu nominato retroammiraglio. Back fu consigliere dell'Ammiragliato durante la ricerca della spedizione perduta di John Franklin, e fu vicepresidente della Royal Geographical Society, dalla quale aveva ricevuto la medaglia d'oro e quella d'argento. Anche se ufficialmente si era congedato, Back rimase nella lista dell'ammiragliato e, in base all'anzianità, fu promosso viceammiraglio nel 1863 ed ammiraglio nel 1876.
Nonostante l'ottima reputazione di cui godeva in Gran Bretagna ed i numerosi onori ricevuti, Back risultò antipatico e non suscitò la fiducia da parte dei molti uomini che lavorarono con lui in Artide, compreso lo stesso Franklin. Fu molto criticato per il fatto di essere scortese, un capo debole, egoista, servile, e litigioso. In vecchiaia si guadagnò una reputazione da damerino e donnaiolo. Nel 1846 sposò la vedova di Anthony Hammond. Quando morì, fu sepolto nel Kensal Green Cemetery a Londra.

## Artista
George Back fu un valido artista. Un acquerello raffigurante un iceberg, che si crede essere stato dipinto da Back dopo la sua spedizione del 1836-1837, fu venduto ad un'asta il 13 settembre 2011 per 59 600 dollari, nonostante non fosse né firmato né datato. Gli esperti della prestigiosa casa d'aste londinese di Bonhams attribuirono l'acquerello a Back, affermando che fosse stato regalato da Back alla sorella Katherine Pares, e che sia sempre rimasto in famiglia. La casa d'aste sostenne che il panorama che circonda l'iceberg sembra corrispondere ad una descrizione contenuta nel Narrative of an Expedition in H.M.S. Terror scritto da Back nel 1838, quando la Terror si trovava nello stretto di Davis (tra Canada e Groenlandia) che recita: "la sera (del 29 luglio 1836) quando il tempo si schiarì ... osservammo un enorme iceberg, la cui facciata perpendicolare misurava non meno di 100 metri d'altezza..."

## Opere
Beck eseguì il dipinto "HMS Terror Thrown Up By Ice" (1813). Beck dipinse il ritratto "A Buffalo Pound" (1823), poi trasformato in un'incisione. Dipinse l'acquerello "Winter View of Fort Franklin" (1825-1826).

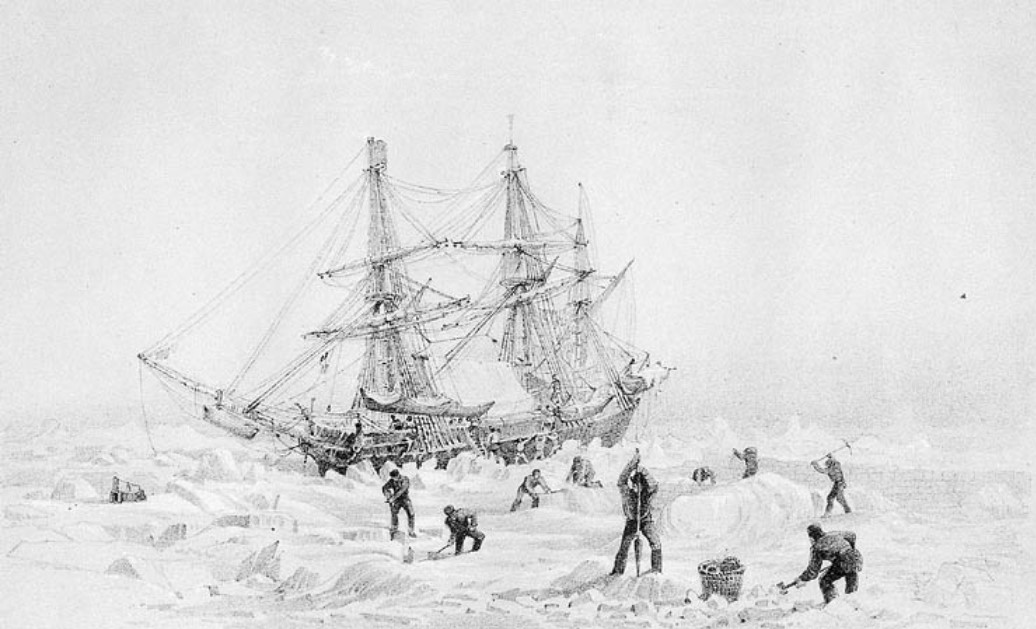
HMS Terror (1813) ritratta da George Back
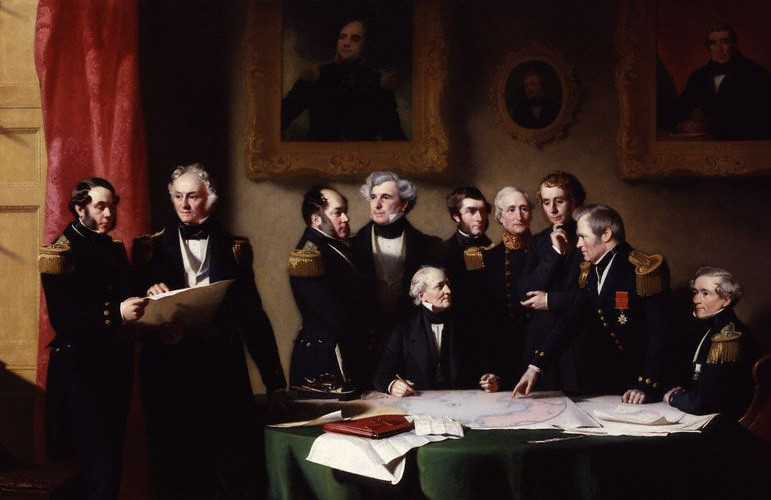
"Arctic Council Planning Search" di George Back
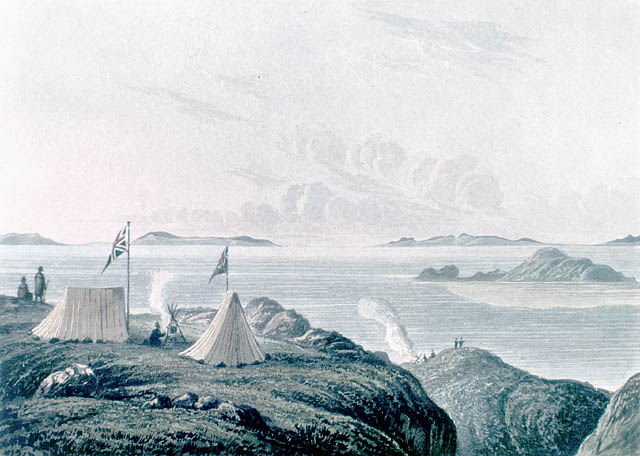
"Coppermine mouth" (1821) di George Back
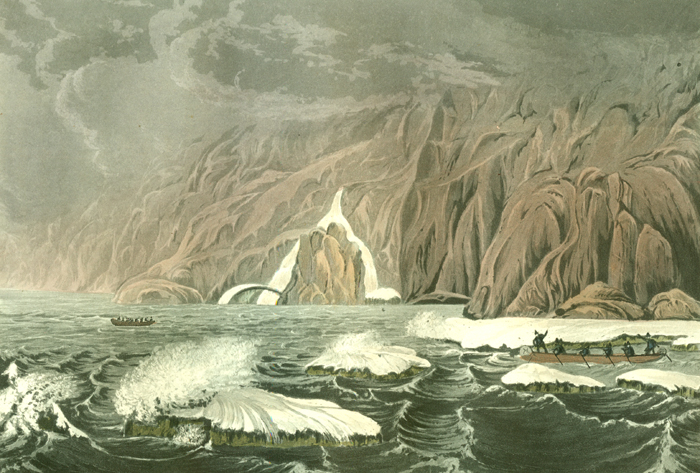
"Expedition Doubling Cape Barrow" (1821) di George Back
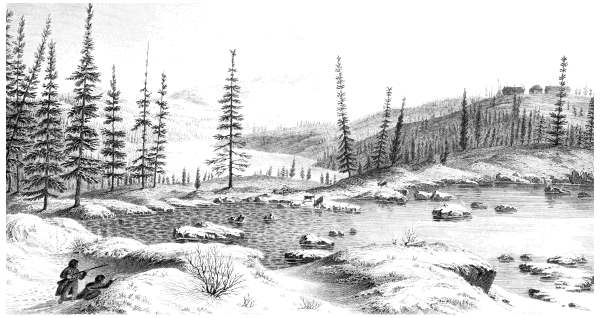
"Fort Enterprise" di George Back
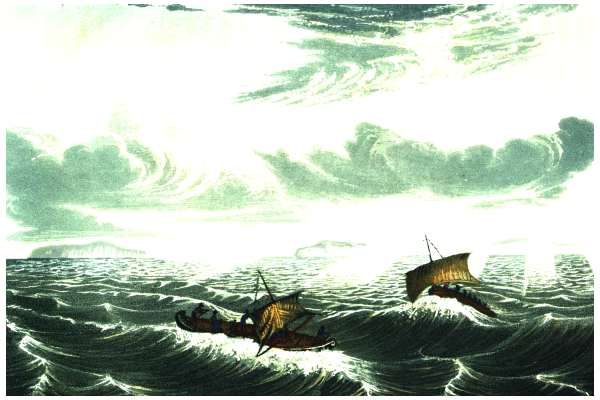
"Franklin's canoes in gale" di George Back
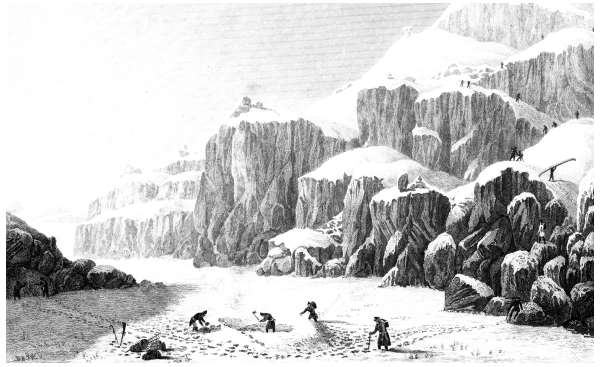
"Preparing an Encampment on the Barren Grounds" di George Back
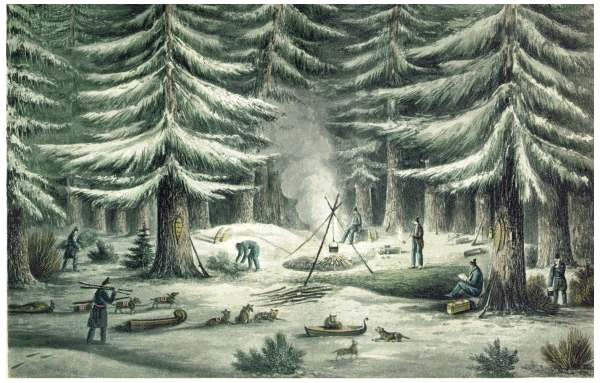
"Resting Place in Winter" di George Back